# ملا محمدجعفر سبزواری
ملا محمدجعفر سبزواری یا میرزا جعفر سبزواری اصفهانی (فوت ۲۸ مهر ۱۱۰۱ ه‍.ش، ۹ محرم‌الحرام ۱۱۳۵ ه‍.ق) از علما و روحانیان قرن دوازدهم هجری، امام جمعه مسجد شاه (اصفهان) و مؤلف چندین کتاب و رساله شامل نوروزنامه و معاد می‌باشد که به درخواست شاه سلطان حسین صفوی تألیف کرده‌است.

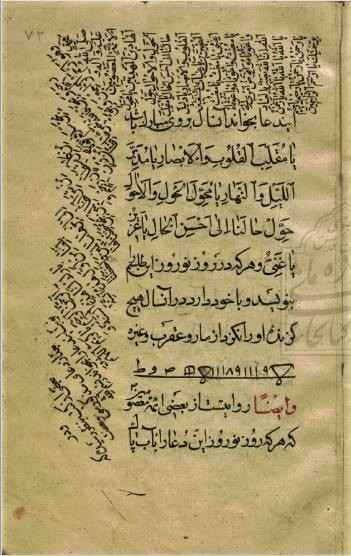
نسخه خطی «نوروزنامه» تالیف ملا محمد جعفر سبزواری، تاریخ کتابت ۱۲۳۲ قمری.

## زندگی‌نامه و تبار
ملا محمد جعفر سبزواری در اصفهان متولد شده است. وی فرزند ارشد محقق سبزواری (۹۸۷–۱۰۵۸ ه‍.ش) (۱۰۱۷–۱۰۹۰ ه‍. ق) می‌باشد و نسب او چنین است: محمد جعفر بن آخوند ملا محمد باقر محقق سبزواری بن محمد مؤمن الشریف السبزواری (فوت در حدود ۹۹۸ ه‍.ش -۱۰۲۸ ه‍.ق). وی فردی تحصیل کرده در زمینه علوم اسلامی بود. وی یکی از شاگردان محمدباقر محقق سبزواری (پدرش)، آقا حسین خوانساری و محمدباقر مجلسی است و سالها در اصفهان مشغول به تدریس علوم اسلامی بود.
همسر ایشان خیرالنسا خانم بنت اقا علینقی بود که در اول آبان ۱۱۰۹ ه‍.ش (دهم ربیع اثانی ۱۱۴۳ ه‍.ق) فوت و در جنب مزار همسرش در فضای جنوبی مسجد حکیم دفن شده است. پسر ارشد او میرزا محمد رحیم (عبدالرحیم) نام داشت که از سال ۱۱۵۱ قمری تا ۱۱۸۱ قمری شیخ‌الاسلام اصفهان بوده و در ۲۰ اردیبهشت ۱۱۴۷ (۱۱۸۱ ه‍.ق) فوت کرده است. پسر دیگر او ملّا محمّد زکی نام داشت. او عالمی فاضل و اهل تحقیق بود که در اصفهان به تحصیل علوم دینی اشتغال داشته، اما در سالهای جوانی وفات یافته است (فوت ۱۰۶۸ ه‍.ش، ۱۱۱۰ ه‍.ق) و سنگ مزارش در تخت فولاد در اتاق شمال شرقی تکیه آقا حسین خوانساری بر روی دیوار نصب شده است. متن لوح مرمرین قبر او به شرح زیر است:
هو الغفور الرّحیم. تاریخ وفات مرحمت و غفران پناه و جنتٌ و رضوان آرامگاه سلاله النّجباء الکرام و نتیجه الفضلاء العظام الشّاب الفاضل الکامل المحقّق المدقّق النادر فی عصره الشریف مولانا محمّد زکی ابن مولانا محمّد جعفر بن محمّد باقر الشّریف السبزواری طاب ثراه فی سنه ۱۱۱۰.
ملا محمدجعفر سبزواری یک دختر هم به نام رقیه شریف سبزواری داشته است. رقیه شریف انسانی دست به خیر بود و در سال ۱۱۲۸ ه‍.ش (۱۱۶۲ ه‍.ق) املاکی واقع در مزارع خیراباد، ینگ آباد و قاسم آباد جرقویه اصفهان و متعلقات آنها را وقف خدمت به زوار عتبات عالیه و مشهد و حج و زیارت کرده بود. او در برگزاری مراسمات مذهبی از جمله ختم قران و مراسم تعزیه بسیار همت می‌گماشت و حتی روغن چراغ برای روشنی مسجد را نیز تامین می‌کرد.
سجع مهر ملا محمد جعفر سبزواری نیز بدین شرح بوده: جمله محمد جعفر بن محمد باقر الشریف السبزواری و همچنین مهر چهار گوشه با سجع عبد الله محمد جعفر.

## آثار

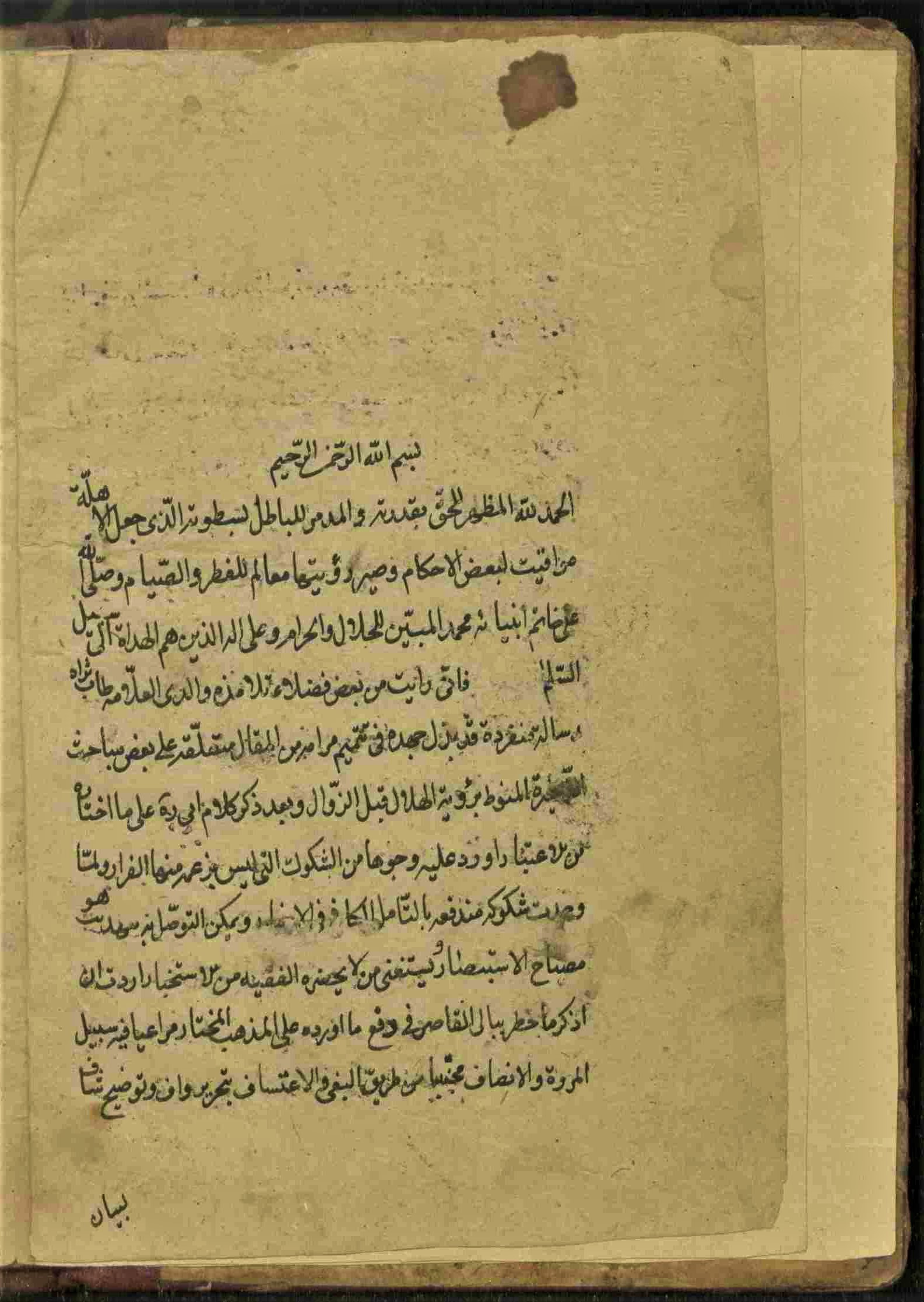
نسخه خطی «اعتبار رویت الهلال قبل از زوال» تالیف ملا محمد جعفر سبزواری

وی چندین کتاب و رساله تألیف نموده که از آن جمله می‌توان به موارد زیر اشاره کرد:
- الوتیرة در ۱۰۸۹ ه‍.ش (۱۱۲۲ ه‍.ق): او در این رساله ثابت می‌کند که نشستن در نماز نماز وتیره بهتر از ایستادن است. نسخه خطی این رساله در مجموعه شماره ۴۷۴ در کتابخانه آیت‌الله مرعشی نجفی قم موجود است.[۱۰]
- التکبیرات السبع در ۱۰۸۹ ه‍.ش (۱۱۲۲ ه‍.ق)
- روئت الهلال قبل از زوال در ۱۰۸۹ ه‍.ش (۱۱۲۲ ه‍.ق): نسخه خطی این رساله به شماره ۱۸۶۶ در کتابخانه مرکزی و مرکز اسناد دانشگاه تهران موجود است.[۱۱]
- شرح الفیه، به فارسی در ۱۰۹۴ه‍.ش (۱۱۲۷ ه‍.ق)، شرح کتاب «الالفیة فی فقه الصلوة» نوشته شهید اول: نسخه خطی آن در کتابخانه مرکزی آستان قدس رضوی با شماره ۹۹۳۶ موجود است.[۱۲]
- رساله در معاد به درخواست شاه سلطان حسین صفوی، که شامل شرح تفسیر آیات آخر سوره الزُّمَر در سه فصل می‌باشد.
- نوروزنامه به درخواست شاه سلطان حسین صفوی در سال ۱۱۹۵ ه‍.ش (۱۲۳۲ ه‍.ق) که شامل: مقدمه، سه باب و خاتمه می‌باشد و در آن شرحی کامل دربارهٔ دعاهای گوناگون و خوراکی‌های توصیه شده در نوروز آمده‌است.[۱۳][۱۴]
- رساله در تعیین روز عید نوروز‎[۱۵]

همچنین او برخی از کتابهای دینی و علمی زمان خود را با خط نسخ زیبایی کتابت کرده است. یکی از آنها نسخه‌ای از کتاب حق الیقین تالیف علامه محمدباقر مجلسی است که این نسخه خطی به شماره ۱۹۴۲ در کتابخانه آیت‌الله مرعشی نجفی موجود است.

## مناصب و وقایع
- ملا محمد جعفر سبزواری، امامت مسجد حکیم را به عهده داشت و پس از فوت ملا محمد صالح بن رضا قلی در سال ۱۰۶۴ ه‍.ش (۱۰۹۶ ه‍.ق) به امامت مسجد جامع جدید عباسی (مسجد شاه) منصوب گردید.[۱۷]
- ملا محمد جعفر به همراه برادرش ملا محمد هادی، جزو علمائی بودند که به دعوت شاه سلطان حسین صفوی در مجمع علمی که در سال ۱۰۸۹ ه‍.ش (۱۱ رجب ۱۱۲۲ ه‍.ق) جهت تعیین روز ولادت علی بن ابی طالب بود شرکت کردند تا بر اساس منابع و مدارکی که داشتند، نظرشان را اعلام کنند. در پایان مجمع، نظر اکثر علما و دانشمندان روز ۱۳ رجب بود و شاه نیز این روز را به عنوان روز تولد علی و عید رسمی اعلام کرد.[۱۸][۱۹]
- میرزا جعفر و برادرش محمد هادی همچنین در مراسم افتتاح مدرسه چهار باغ در سال ۱۰۸۹ ه‍.ش (۱۰ رجب ۱۱۲۲ ه‍.ق) که یکی از باشکوه‌ترین مجالس و گردهمایی‌های در دولت صفویه بوده و بدستور شاه سلطان حسین صفوی و دعوت از امرا، ارباب مناصب، علما، مدرسین و کلیه بزرگان مملکتی برگزار شد، حضور داشتند.[۲۰]

## استادان وی
ملا محمد جعفر سبزواری در دوران تحصیل، از محضر استادان مشهوری استفاده کرده‌است که شامل:
- محمدباقر محقق سبزواری (پدرش)
- محقق خوانساری
- علّامه مجلسی
- میرزا رفیعا (میرزا رفیع الدین محمد طباطبایی نایینی)[۲۲]
- میر سیداسماعیل خاتون ابادی[۲۳]

## شاگردان وی

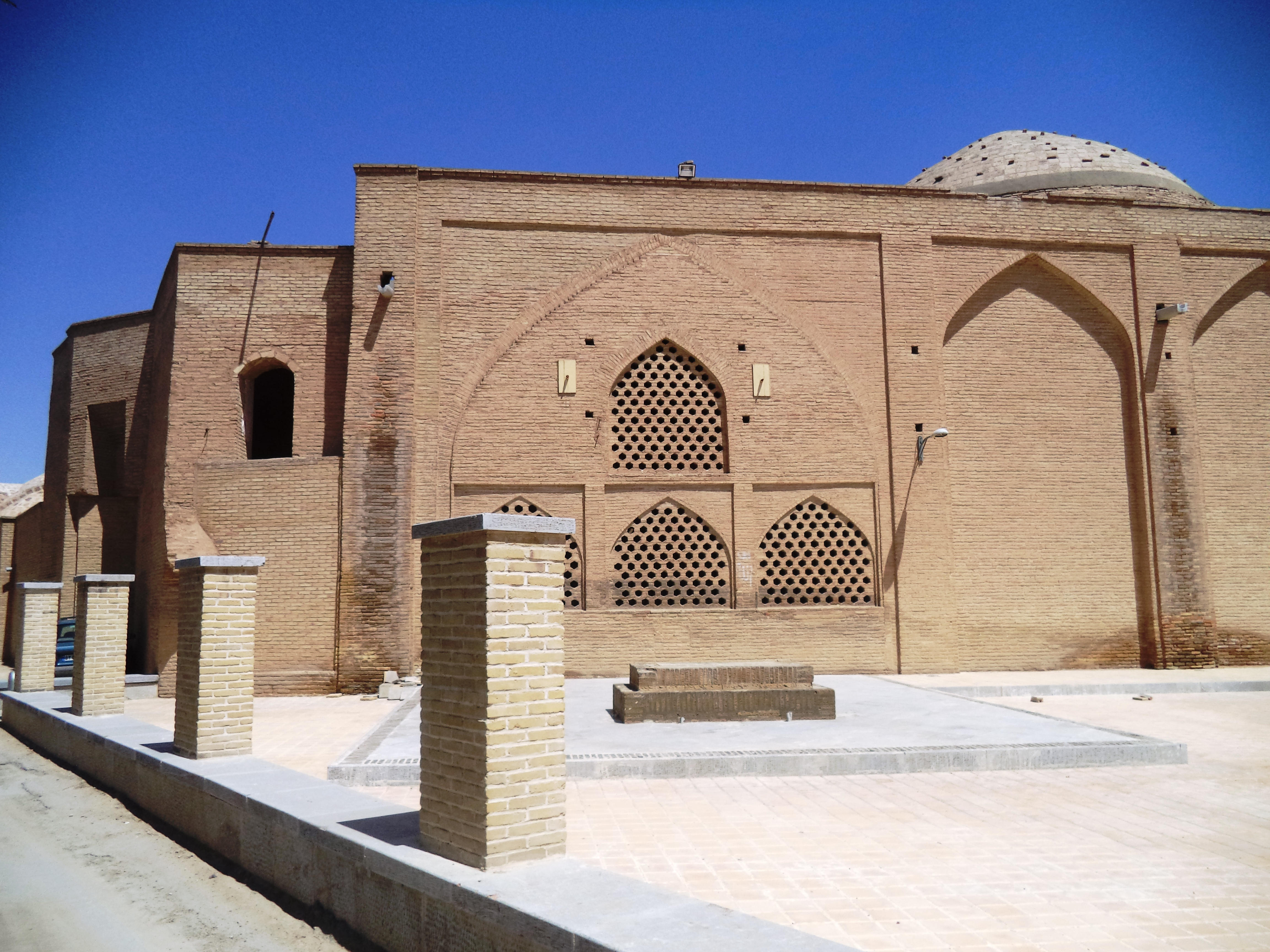
آرامگاه ملا محمد جعفر سبزواری در خیابان حکیم اصفهان

ملا محمد جعفر سبزواری شاگردان برجسته‌ای را نیز تربیت کرده است، از جمله:
- محمّدجعفر بن محمّدشفیع نائینی، از فضلای قرن دوازدهم هجری.[۲۵] وی کتابهای الوتیره، روئت الهلال و التّکبیرات السّبع، تألیف استادش را در سال ۱۰۸۹ ه‍.ش (رجب ۱۱۲۲ ه‍.ق) کتابت نموده که به شماره ۴۷۸ در کتابخانه آیت اللَّه مرعشی موجود است.[۲۶]

## در نگاه دیگران
شیخ محمد علی حزین در کتاب خود، «تاریخ و سفرنامه حزین» در مورد ملا محمدجعفر سبزواری می‌گوید: «مولانای فاضل، ملا محمدجعفر سبزواری که از اتقیای معروف و مرتاضان بود»

## وفات

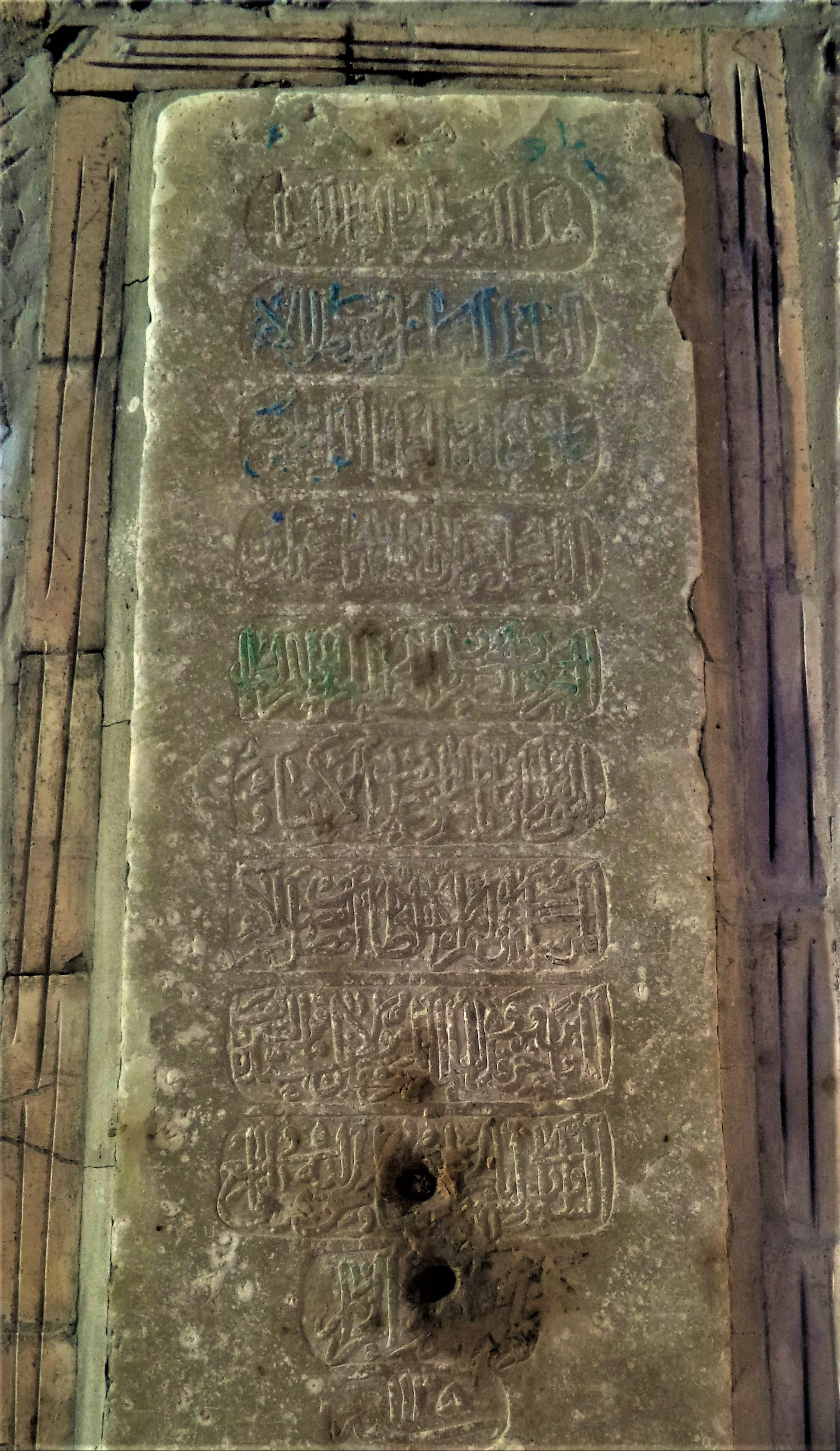
سنگ قبر ملا محمد جعفر سبزواری در محوطه جنوبی مسجد حکیم اصفهان

ملا محمد جعفر سبزواری هنگامی که اصفهان در محاصره افاغنه بود و گرانی و قحطی دامنگیر مردم ساکن این شهر شده بود به بیماری مبتلا شد و در ۲۸ مهر ۱۱۰۱ ه‍.ش (۹ محرم ۱۱۳۵ ه‍.ق) وفات یافت و چون امکان حمل جنازه به تخت فولاد یا مشهد (مزار پدرش) وجود نداشت، پیکر او را به مسجد حکیم که در امتداد کوچه منزل مسکونی ایشان بود منتقل کرده و در فضای جنوبی مسجد، معروف به برف انداز به خاک سپردند. مزار او سالها و بلکه چندین قرن دور از دسترس عموم مردم قرار داشت تا این که در سالهای اخیر با احداث خیابان حکیم این مقبره و مزار در کنار خیابان واقع شد. به همت آقای غلامرضا نشاط و همکاری سازمانهای متعدد در اصفهان این محوطه بازسازی و نوسازی شد و تبدیل به مکانی جهت زیارت برای همگان شد.

## مطالعه بیشتر
- کتاب «رؤیت هلال از دیدگاه علما»: اختلاف نظر مراجع و کشورهای اسلامی در اثبات رؤیت هلال ماه‌های رمضان و شوال پرسش‌های زیادی را در پی آورده که موجب بروز مشکلاتی برای مسلمانان روزه‌دار در انجام اعمال و وظایف دینی و برگزاری مراسم مهم اسلامی شده‌است. کتاب «رؤیت هلال از دیدگاه علما»[۳۱] (تالیف رضا مختاری و محسن صادقی، ۱۳۸۴، بوستان کتاب، پژوهشگاه علوم و فرهنگ اسلامی) به این موضوع پرداخته و در جلد اول بخش دوم، سی رساله مستقل دربارهٔ رؤیت هلال، از بیش از ده سده تصحیح و درج کرده که نخستین آنها از شیخ مفید (م۴۱۳ه‍.ق) و آخرین آنها از سید محمود هاشمی شاهرودی می‌باشد. رساله «اعتبار رویت الهلال قبل از زوال» تالیف محمدجعفر سبزواری (م۱۱۳۵ه‍.ق) نهمین رساله درج شده در این کتاب می‌باشد. بخش سوم نیز به صورت تفصیلی آرای فقهای شیعه از سده چهارم تاکنون را دربرمی‌گیرد.[۳۲] این کتاب به عنوان کتاب سال حوزه در سال ۱۳۸۵ برگزیده شده است.[۳۳]

- «رساله‌های نوروزیه»: مذهب تشیع در زندگی ایرانیان عصر صفویه از اهمیت خاصی برخوردار بود. از این‌رو بررسی رویکرد متون مذهبی این دوران به نوروز، به عنوان بزرگ‌ترین جشن ملی بازمانده از ایران باستان، بسیار بااهمیت است. در روزگار صفویه، بحث‌های مذهبی دربارة نوروز سبب نگارش رساله‌های متعددی با عنوان «نوروزیه» شد. در پژوهش «نوروزیه و نوروزیه نویسی در عصر صفوی»[۳۴] (تالیف زهره زرشناسا و محسن جعفری، پژوهشگاه علوم انسانی و مطالعات فرهنگی، جستارهای تاریخی، سال سوم شماره دوم ۱۳۹۱)، به معرفی نوروزیه‌ها، شامل رساله ملا محمد جعفر بن محمد باقر سبزواری پرداخته شده و روند زمانی نگارش، ویژگی‌های زبانی و ادبی، و ساختار محتوایی این رساله‌ها بررسی شده است. این مقاله در سیزدهمین «آیین بزرگداشت حامیان نسخ خطی» که در تاریخ ۲۸ آبان ۱۳۹۲ توسط کتابخانه ملی ایران برگزار شد به عنوان مقاله برگزیده انتخاب شد.[۳۵][۳۶]

- «چرا این همه رساله نوروزیه در دوره صفویه نوشته شد؟»: مبدأ تقویم هجری قمری، اول ماه محرم است و اهل تسنن، ان را به عنوان مبدأ سال نو جشن می‌گیرند. اما برای شیعیان چنین چیزی امکان ندارد، چرا که محرم برای آنها، ماه عزاست و وقایع کربلا در آن اتفاق افتاده‌است و نمی‌توانند در آغاز آن جشن بگیرند. از این رو در دوره صفوی، نوروز اهمیت یافته و آنها ضمن حفظ کردن مبنای محاسبه تقویم رایج که اول محرم به عنوان مبدأ سال هجری است، رساله‌های متعددی نوشتند که نوروز را برجسته کنند که زمانی مناسب برای جشن و سرور بود. مقاله «چرا این همه رساله نوروزیه در دوره صفویه نوشته شد؟» (نوشته رسول جعفریان، کتابخانه تخصصی تاریخ اسلام و ایران، اسفند ۱۳۹۵) به این موضوع پرداخته که شامل رساله ملا محمد جعفر بن محمد باقر سبزواری نیز می‌باشد.[۳۷]